# The Burlington Magazine
The Burlington Magazine ist eine 1903 gegründete und in London publizierte wissenschaftliche Fachzeitschrift für Kunst und Dekoration, die von einer Gruppe von Kunsthistorikern und Kennern gegründet wurde, unter anderen Roger Fry, Bernard Berenson und Herbert Horne. Die Artikel sind über JSTOR zugänglich.
Das Magazin verkündet auf der eigenen Webseite, dass zwei der wichtigsten Kunstkritiker des 20. Jahrhunderts – Roger Fry und Herbert Read –, zwei Direktoren der Nationalgalerie – Charles Holmes und Neil MacGregor – und der Pionier der Caravaggio-Bewegung – Benedict Nicolson – zu den Redakteuren gehört haben. Zu den Autoren gehörten die wichtigsten Kunsthistoriker und Kritiker des 20. Jahrhunderts von Kenneth Clark, John Pope-Hennessy und E.H. Gombrich bis Denis Mahon, Francis Haskell, Theodore Reff, John Rewald, Pierre Rosenberg, Douglas Cooper, David Anfam und David Sylvester. Wichtige Persönlichkeiten aus der Welt der Kunst und Literatur haben über die Jahre ebenfalls Beiträge geleistet – von Henry James, Osbert Sitwell und Walter Sickert bis Georg Baselitz, Howard Hodgkin und Bridget Riley.